# أدوات التخطيط والإدارة السبع
الأدوات السبع للإدارة والتخطيط لها أصولها في بحوث العمليات التي تم إجراؤها بعد الحرب العالمية الثانية وبحوث اليابان في مجال مراقبة الجودة الشاملة.
وفي عام1979، تم نشر كتاب Seven New Quality Tools for Managers and Staff (الأدوات السبع الجديدة للجودة للمديرين وفريق العمل) وترجمته إلى الإنجليزية في عام 1983.

## الأدوات السبع

### مخطط التصنيف (طريقة KJ)
هذه الأداة تستوعب كمية كبيرة من البيانات والمعلومات غير المنظمة، وتُمكِّن الآخرين من تنظيمها في مجموعات على أساس العلاقات الطبيعية.
وقد قام بإنشائه جيرو كواكيت عالم الأنثروبولوجيا الياباني عام 1960.
لذلك فهو معروف باسم مخطط KJ، بعد شهرته باسم جيرو كواكيت (Jiro Kawakita).
ويعد مخطط التصنيف نوعًا خاصًا من أدوات العصف الذهني.

### مخطط العلاقات المتبادلة (ID)
هذه الأداة تعرض جميع العلاقات المترابطة والسببية والمتأثرة ببعضها والعوامل المتضمنة في أي مشكلة معقدة ووصف النتائج المرغوب فيها. إن عملية إنشاء مخطط العلاقات يساعد أي مجموعة على تحليل الروابط الطبيعية بين الأوجه المختلفة للموقف المعقد.

### المخطط الشجري
تُستخدم هذه الأداة لتقسيم فئات واسعة إلى مستويات أكثر دقة من التفاصيل. ويمكن أن يعين مستوى تفاصيل المهام المطلوبة لإنجاز هدف أو مهمة. ويساعد تطوير المخطط الشجري الشخص على نقل تفكيره من العمومية إلى التخصيص.

### مصفوفة تحديد الأولويات
تُستخدم هذه الأداة لتحديد البنود حسب الأولوية، وتعمل على توصيفها من حيث المعايير المرجحة. وتستخدم مجموعة من المخططات الشجرية والمصفوفات لتقييم البنود بشكل ثنائي ولتضييق عملية الاختيار الأكثر طلبًا أو الأكثر فاعلية.

### مخطط المصفوفة
توضح هذه الأداة العلاقة بين البنود. ويكون كل تقاطع في العلاقة إما غائبًا أو حاضرًا. ومن ثم، يعطي معلومات عن العلاقة، على سبيل المثال مدى قوتها والأدوار التي يلعبها الأفراد أو المقاييس. ويمكن أن تكون الأشكال الستة التي شكلت المصفوفات كالآتي: L، T، Y، X، C، R والمتشكلة على شكل سقف، وكل هذا يعتمد على عدد المجموعات التي يجب مقارنتها.

### مخطط برنامج اتخاذ القرار المتعلق بالمهام (PDPC)
، يعد طريقة مفيدة للتخطيط من خلال تقسيم المهام إلى تسلسل هرمي باستخدام المخطط الشجري. وتعمل أداة مخطط برنامج اتخاذ القرار المتعلق بالمهام (PDPC) على مد المخطط الشجري إلى مستويين لتحديد المهام والإجراءات المضادة لمهام المستوى السفلي. وقد تم استخدام الأشكال المختلفة لتمييز المهام وتحديد الإجراءات المضادة (التي غالبًا ما يشار إليها على أنها «غيوم» للإشارة إلى طبيعتها غير المحددة). وتتشابه أداة PDPC مع تحليل أنماط وتأثيرات العطل (FMEA) في كل من تحديد المهام والعواقب المترتبة على العطل والإجراءات الطارئة؛ وتقدر مستويات الخطر لكل نقطة عطل محتملة.

### المخطط الشبكي للأنشطة
، هذه الأداة تُستخدم في تخطيط التسلسل أو الجدول الملائم لإعداد المهام والمهام الفرعية المتعلقة بها. وتُستخدم في وقت حدوث المهام الفرعية. ويُمكّن المخطط من تحديد طريقة المسار الحرج (أطول تسلسل من المهام). (انظر أيضَا أسلوب تقييم ومراجعة المشروع.)

## كتابات أخرى
- Brassard, M. (1996) The Memory Jogger Plus+. ISBN 1-879364-83-2.
- Seven New Management and Planning Tools
- Seven Basic Tools of Quality

## وصلات خارجية
- American Society for Quality - official Web site
- The 'New' Tools  from Vanderbilt University
- A Periodic Table of Visualization Methods for Management
- GroupZap - interactive Post-it note tool for affinity diagrams and other management models
- Visualization Methods Exploration
- Task Prioritization Matrix - interactive web-based tool